# Нижний Тракторный
Нижний Тракторный — микрорайон в составе Тракторозаводского района города Волгограда. Располагается на берегу Волги в 15 км на северо-запад от центра города. Является памятником архитектуры и градостроительства регионального значения.

## История

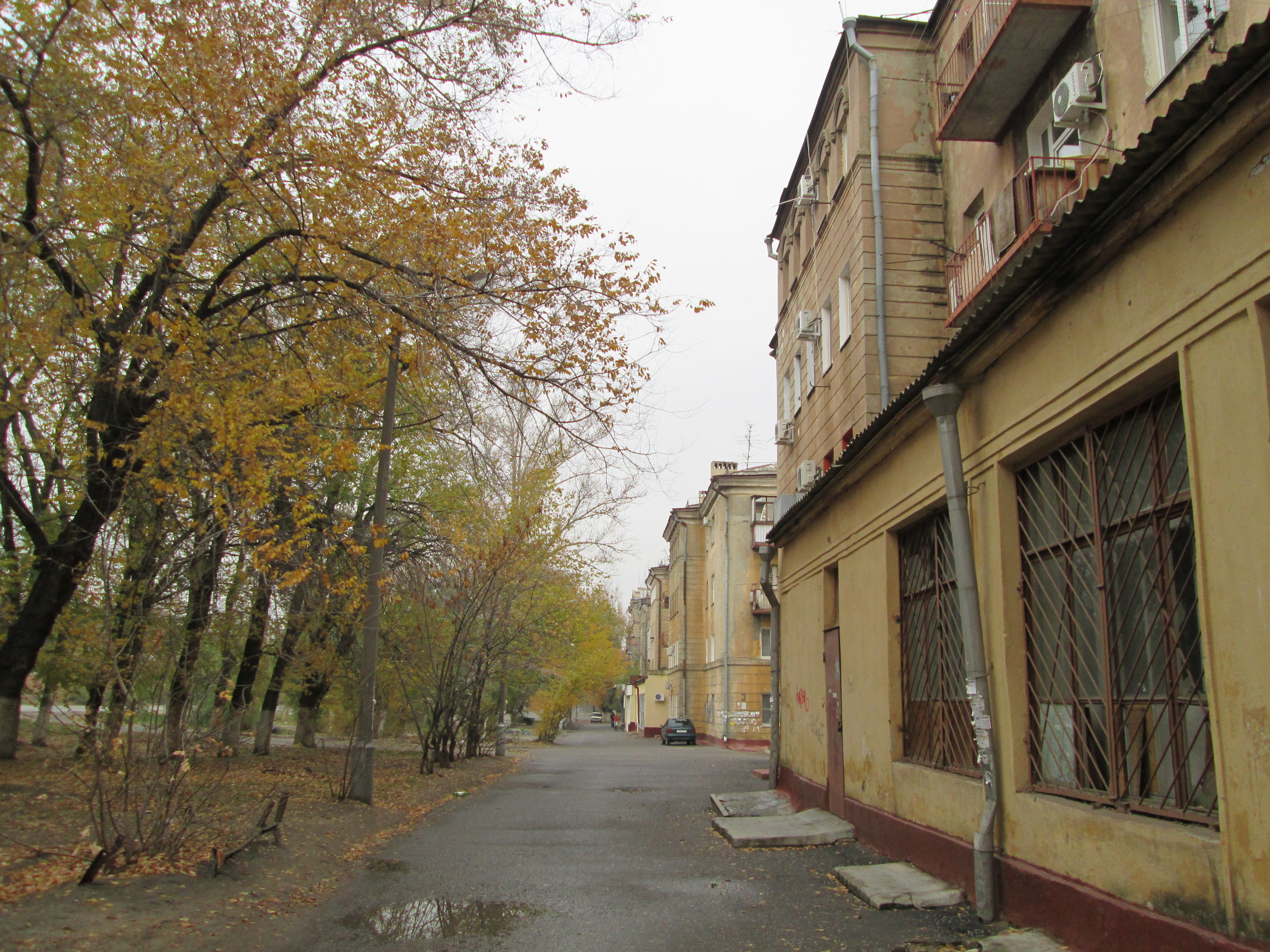
Перспектива линейной застройки. Улица Тракторостроителей

В конце 1920-х годов в Сталинграде было начато строительство тракторного завода, а вмести с ним осенью 1927 года и посёлков для строителей и рабочих: вдоль Мокрой Мечётки — Верхнего, а на берегу Волги — Нижнего.
В 1931 году в посёлке была построена канализация.
В 1935 году под руководством архитектора Ивана Николаева был разработан проект реконструкции Нижнего посёлка Сталинградского тракторного завода, в котором большое место было отведено благоустройству посёлка и его набережной. В проект была заложена идея линейной застройки: вдоль Волги — набережная, следующая линия — парк, далее — жилая зона прямоугольной сеткой. В дальнейшем такой тип застройки признали неудачным и больше не использовали, так как жарким летом и ветреной зимой городу были необходимы закрытые дворы.

### Школа
К началу 1936 учебного года в посёлке была построена четырёхэтажная школа № 4 имени Максима Горького, разработанная по индивидуальному проекту 1-й архитектурной мастерской при Московском архитектурном институте (проектная мастерская Наркомтяжпрома) архитекторами Михаилом Сергеевым и Евгенией Евдокимовой под руководством Ивана Николаева. Художественное оформление школы было выполнено художниками Серафимом Павловским, Александром Сахновым и Львом Бруни. Строительство осуществляла строительная организация «Южмонтажстрой», имеющая опыт только промышленного строительства, но построившая школу за 3,5 месяца, хотя и с нареканиями.
Во время войны здание школы сильно пострадало. После окончания Сталинградской битвы школа была восстановлена, однако росписи стен не были восстановлены из-за тяжелого экономического положения и отсутствия подготовленных специалистов. Тем не менее, в 1947 году в отчёте главного архитектора города Василия Симбирцева отмечалось, что в будущем необходимо выполнить оформлении фасадов и интерьеров этих школ так, как это было сделано архитекторами и художниками изначально. В 2015 году студенты Волгоградского архитектурно-строительного университета под руководством профессора Петра Олейникова на основе довоенных фотографий подготовили эскизы росписей фасада школы и были готовы их восстановить, однако власти в этом предложении оказались не заинтересованы.

### Дворец культуры и техники

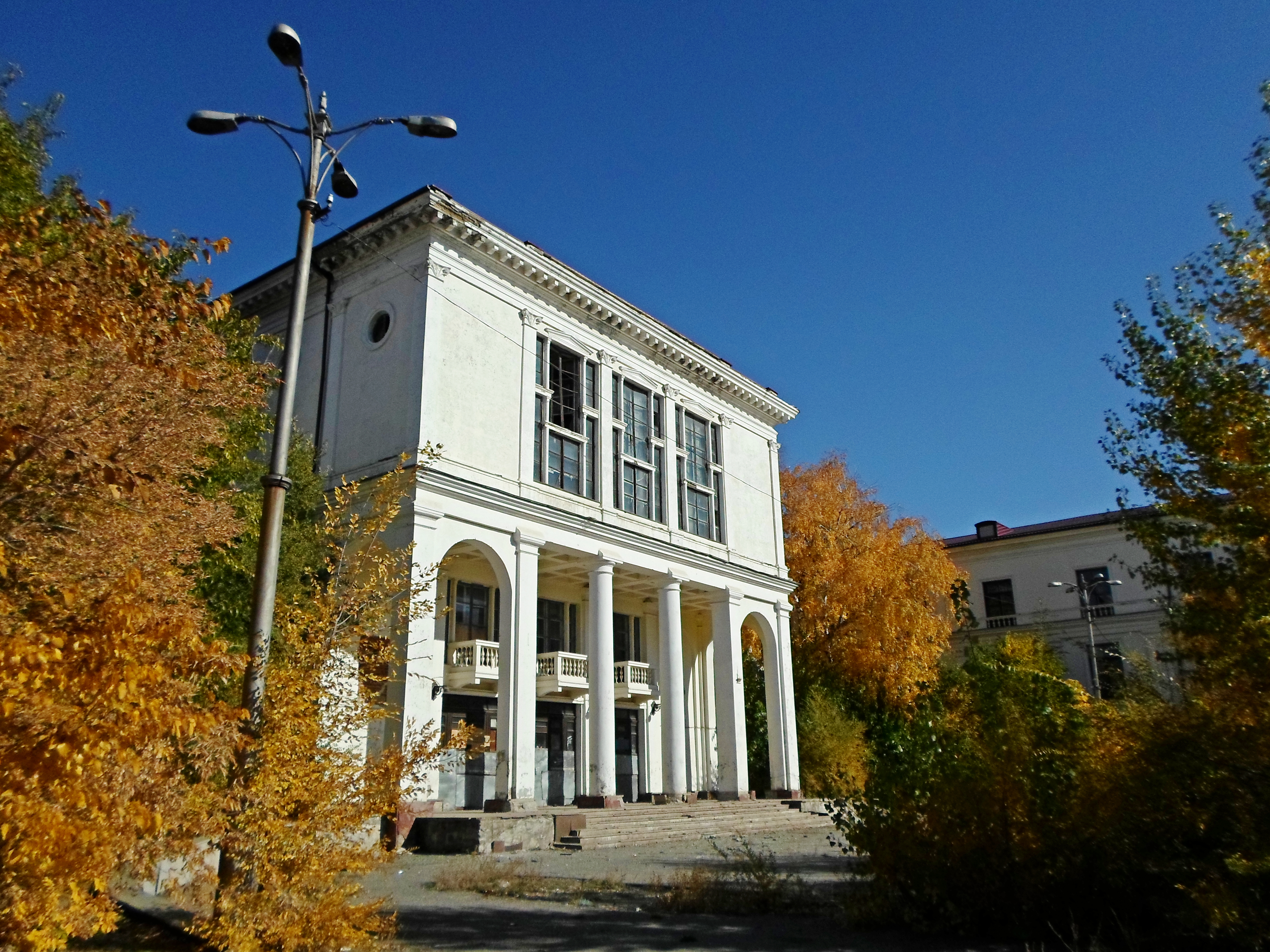
Южный фасад дворца культуры

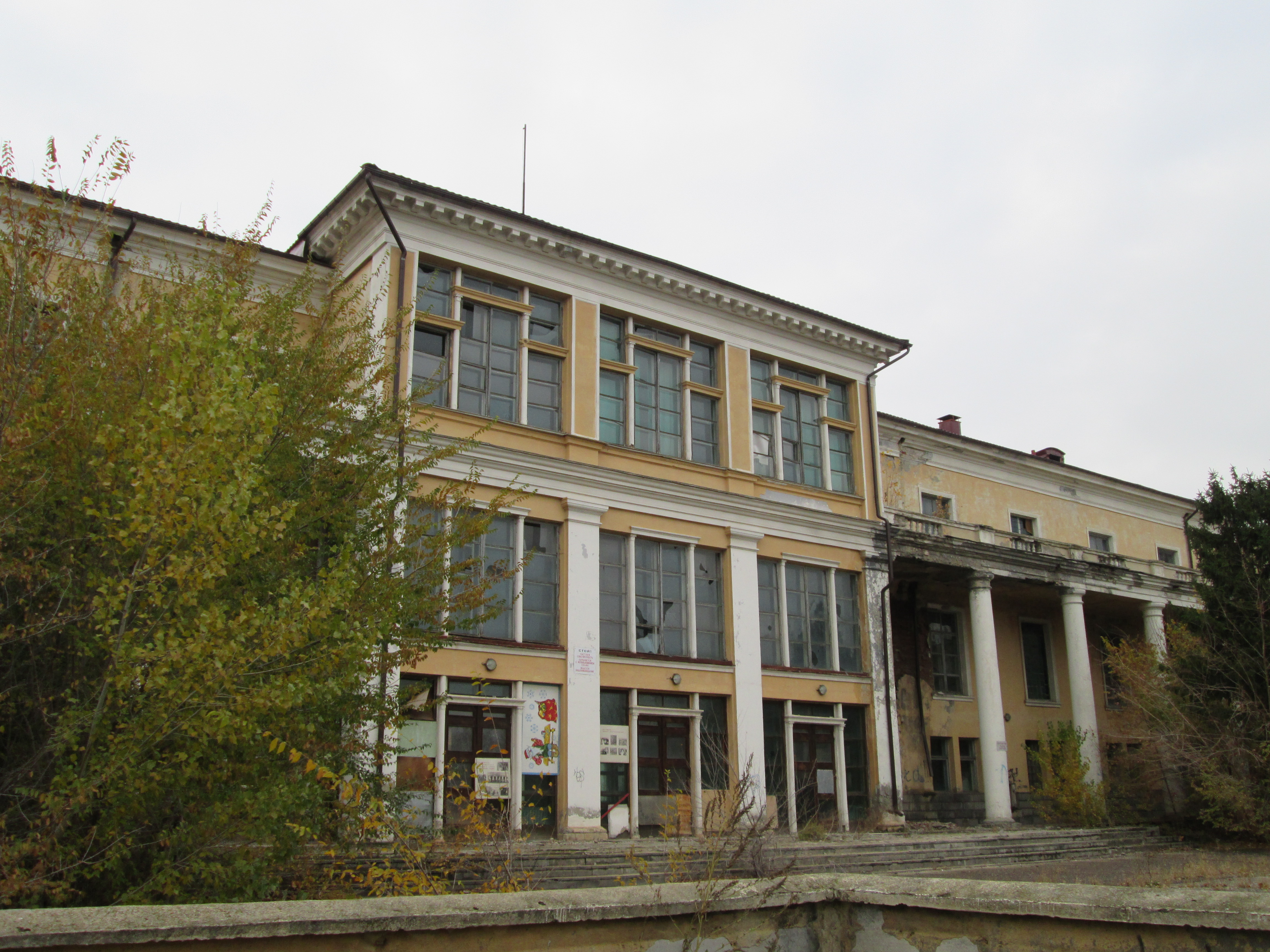
Восточный фасад дворца культуры

Возведение дворца культуры и техники началось в 1939 году. К 1941 году здание было возведено под крышу, но не было достроено из-за начала войны. Из-за того, что здание не имело крыши оно пережило авиабомбёжки и избежало серьёзных разрушений. Завершить строительство удалось только к 1953 году. Проект дворца выполнил архитектор Яков Корнфельд, который также построил дворец культуры имени Ленина в Краснооктябрьском районе.
Дворец культуры и техники имел два корпуса — клубный и театральный, которые обрамляли небольшую площадь, ориентированную на проезд вдоль жилых домов посёлка. В театральном корпусе работали студии и кружки художественной самодеятельности, театральная и хоровая студии для детей и взрослых, были здесь и места для проведения концертов и танцев. В клубном корпусе располагались библиотеки, читальный зал, различные кружки, спортзал. В спортивном зале проходили тренировки по футболу, волейболу, настольному теннису, был тир, зал борьбы, секция велоспорта. Также в клубной части находился кинозал, днём здесь показывали детские фильмы, а по вечерам взрослые смотрели новинки советского кинематографа. Главным украшением дворца был большой театральный зал, по форме напоминающий греческий амфитеатр, с красными бархатными креслами и ковровыми дорожками на полу.
В 1950—1970-е годы дворец культуры и техники был главным центром притяжения для жителей района всех возрастов. Здесь выступали не только местные самодеятельные коллективы, но и симфонические оркестры, профессиональные артисты театра, кино и эстрады из столицы и других городов. С концертом во дворце культуры и техники выступал молодой Иосиф Кобзон.
В 2002 году Волгоградский тракторный завод выставил дворец культуры и техники на аукцион, после чего он перешёл в собственность завода железобетонных изделий № 1. После этого здание ДКиТ постепенно стало приходить в упадок — как итог здание было закрыто в 2007 году. В 2011 году собственник был объявлен банкротом. В настоящий момент ДКиТ находится в запущенном состоянии и не используется по своему прямому назначению.
В 2010-х годах студентка архитектурно-строительного университета Екатерина Агапова под руководством профессора Петра Олейникова подготовила проект реконструкции здания ДКиТ. По проекту здание планировалось превратить в спортивно-культурный комплекс. Внутренние помещения предполагалось полностью перепрофилировать, а фасады — сохранить. Практического воплощения проект не получил.

## Транспорт
- В 1965 году на пересечении улицы Михайлова и улицы Тракторостроителей было открыто троллейбусное кольцо[7]. С 2017 года разворотное кольцо, которое являлось конечной остановкой троллейбусных маршрутов № 1 и 3, не используется, в связи с ликвидацией данных маршрутов. С 1 января 2022 года возобновлено движение троллейбусов по маршруту № 9 до пл. им. Куйбышева в Советском районе.
- Маршрутное такси №57к

## Улицы
До 1954 года улицы не имели названия. Решением Исполнительного комитета Горсовета депутатов трудящихся № 7/190 от 31.03.1954 г. улицам были присвоены следующие названия:
- Адмирала Ушакова — в память о Фёдоре Фёдоровиче Ушакове;
- Лодыгина — в память о Александре Николаевиче Лодыгине;
- Тракторостроителей.